# Depresiunea Neamț
Depresiunea Neamț este o depresiune subcarpatică ce aparține Subcarpaților Moldovei, situată între Munții Stânișoarei și Culmea Pleșului, pe valea râurilor Ozana și Topolița. Târgu Neamț este cea mai mare așezare umană din această depresiune.

## Poziție geografică
Depresiunea Neamț este situată la extremitatea nordică a Subcarpaților Moldovei, fiind mărginită în vest de Carpații Orientali, mai exact de Munții Stânișoarei, iar spre nord-est și est fiind închisă de Culmea Pleșului. Teritoriul depresiunii este încadrat de paralelele de 47° 17' lat. N în nord și de cea de 47°06' lat. N în sud și de meridianele de 26°09' long. E în vest și 26°27' long. E în est.

## Aspecte geologice
Din punct de vedere geostructural, depresiunea Neamț este amplasată în zona neogenă, pericarpatică a orogenului Carpatic. Depresiunea subcarpatică este formată din depozite ce aparțin neogenului și cuaternarului. Depozitele neogene de natură grezoasă, marnoasă, argiloasă și argilo-nisipoasă sunt reprezentate prin formațiuni de vârstă miocenă, cele mai extinse fiind depuse în helvețian. Culmea Pleșului de la extremitatea nordică a depresiunii și unele anticlinale sunt formate din conglomerate cu elemente verzi. La extremitatea estică și sud-estică apar formațiuni deltaice de vârstă sarmatică, iar în vest formațiuni ce aparțin flișului-carpatic.

## Aspecte ale reliefului
Teritoriul are o suprafață de cca. 175 km2 și altitudini cuprinse între 320 m și 600 m. Privită în ansamblu, depresiunea subcarpatică Ozana-Topolița are un aspect larg vălurat, cu interfluvii colinare și deluroase, care alternează cu văi largi, ale căror albii majore sunt bine dezvoltate. Acesta se datorește în mare parte alcătuirii litologice din depozite miocene (roci de natură grezoasă, marnoasă, argiloasă, argilo-nisipoasă și mai rar conglomeratică) și cuaternare (prundișuri, nisipuri, și lentile de argile). Totodată, structura cutată a miocenului, reprezentată printr-o succesiune de anticlinale și sinclinale, s-a impus și în relief. Culmea Pleșului, cu o lungime de 24 km, este un anticlinal cu înălțimea maximă de 913 m, care descrește spre sud-est, iar Depresiunea Neamț s-a instalat pe un imens sinclinoriu, fiind astel o depresiune sinclinală.
Orientarea generală însoțită de o puternică înclinare a reliefului este de la vest-nord-vest spre est-sud-est, în direcția de curgere a principalelor râuri, ceea ce face ca pe distanțe relativ mici, să existe diferențe mari de nivel.

## Apele
Rețeaua hidrografică de suprafață aparține bazinelor Ozanei și Topoliței, afluenți pe dreapta ai Moldovei. În zona Băilor Oglinzi, stațiune situată în sud-estul Culmii Pleșului, în vecinătatea orașului Târgu Neamț, apele de stratificație apar la suprafață, pe o linie corespunzătoare contactului dintre conglomeratele de Pleșu, cu elemente verzi și orizontul supraconglomeratic cu sare, sub forma izvoarelor minerale.